# Pelabuhan Gilimanuk
Pelabuhan Gilimanuk är en hamn i Indonesien.   Den ligger i provinsen Provinsi Bali, i den sydvästra delen av landet, 900 km öster om huvudstaden Jakarta.   Närmaste större samhälle är Banyuwangi, 11,7 km sydväst om Pelabuhan Gilimanuk. 